# Norio Suzuki
Norio Suzuki (jap. 鈴木 規郎 Suzuki Norio; ur. 14 lutego 1984) – japoński piłkarz.

## Kariera klubowa
Od 2002 do 2015 roku występował w klubach F.C. Tokyo, Vissel Kobe, Angers, Omiya Ardija, Vegalta Sendai i Global.

## Kariera reprezentacyjna
W 2003 roku Norio Suzuki zagrał na Mistrzostwach Świata U-20.